# Narquois
Vous lisez un « bon article » labellisé en 2020.
Narquois (né en 1891, mort le 16 août 1911) est un cheval de course né dans le Calvados, un Anglo-normand de type trotteur. C'est l'un des premiers fils du principal étalon à l'origine du Trotteur français, le chef de race Fuschia. Comme lui, Narquois devient un excellent compétiteur, parallèlement réputé pour sa laideur. Il court régulièrement en binôme avec sa demi-sœur, la jument Nitouche.
Il abaisse le record kilométrique français au trot à 1'29''75 en 1895, décrochant aussi le record de vitesse européen sur 3 200 mètres. Acquis par les Haras nationaux, il est mis à la reproduction au haras national de Saint-Lô jusqu'en 1911, année de sa mort par abattage. Son succès auprès des éleveurs fut tel que des conditions d'accès spécifiques à la saillie durent être établies. Narquois engendra 255 trotteurs, dont Beaumanoir. Il est à l'origine de deux rameaux de la branche de Conquérant, toujours très vivants dans la race du Trotteur français.
Une course de groupe III au trot attelé est baptisée « Prix Narquois » pour lui rendre hommage.

## Histoire
Narquois naît en 1891 à Secqueville-en-Bessin, dans le Calvados, chez les éleveurs M. du Rozier et Vaulogé. Il est entraîné par Lemoine (casaque rose).
Il se montre excellent en courses, avec 92 246 francs de gains sur deux ans de compétition, somme considérée comme considérable à son époque,. En avril 1894, le Grand Prix d'Essai, traditionnel premier rendez-vous classique de chaque génération, semble promis à Neuilly, un autre fils de Fuschia. Narquois l'emporte facilement, avec 6 secondes d'avance sur Nodus. Il est en revanche battu deux fois les jours suivants par la gagnante du Prix Bayadère (équivalent du Prix d'Essai pour les pouliches), Narcisse : d'abord le 4 avril à Maisons-Laffitte, puis le 22 avril à Vire. En juillet, Narquois réalise le meilleur temps pour un poulain de trois ans sur 4 000 mètres à Vincennes, soit 1'36''1/10, dans le Critérium des 3 ans couru au trot monté. Il court fréquemment avec sa demi-sœur Nitouche, issue de la même écurie et du même père que lui, qui lui est « sacrifiée », mais cette dernière est initialement considérée comme meilleure que lui. Il effectue sa rentrée pour la saison de courses 1895 sur le Prix Conquérant le 1er avril, qu'il remporte en 1'38''1/6.

### Record de France et d'Europe sur le Prix Phaéton de 1895

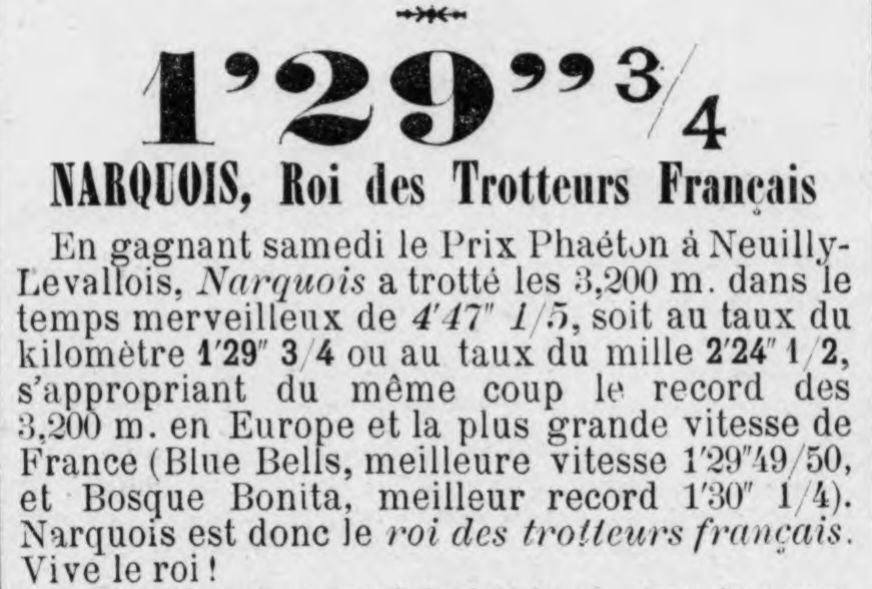
Annonce du record français et européen de Narquois dans La France chevaline du 15 mai 1895.

En mai 1895, lorsque Narquois est présenté au Prix Phaéton, une course de 3 200 mètres sur l'hippodrome de Neuilly-Levallois, il attire initialement peu d'attention, la jument Odessa étant considérée comme mieux servie par les conditions de la course — les 3 ans bénéficiant d'une avance de 75 m — et ayant remporté une course sur la même distance en 1'34''. Aucun Trotteur français n'a encore atteint les 1'30''. Narquois boucle son premier tour de piste dans le temps record de 1'27''. Sa compagne d'écurie Nitouche arrive en seconde place, avec une réduction kilométrique de 1'31''5/16. Odessa finit troisième. La course est bouclée en 4'47'' par Narquois. Il atteint une réduction kilométrique de 1'29''3/4,
Alban d'Hauthuille, dans son étude Les courses de chevaux parue en 1982 dans la collection des PUF Que sais-je ?, signale Narquois comme l'un des trotteurs qui font tomber le record kilométrique au début de l'histoire de la race du Trotteur français, de même que d'autres hippologues renommés, tels que Louis Cauchois et Paul Diffloth. Cela constitue le record sur 3 200 mètres au niveau européen, ainsi que le record de France en réduction kilométrique, tel que cité puis homologué dans La France chevaline et la Revue des Haras.
Narquois est qualifié de « roi des trotteurs ».

### Suite de saison 1895
Plus tard dans la saison, Narquois court à l'hippodrome de Saint-Lô, et y fait tomber le record français sur 4 000 mètres au trot monté, battant Messagère en 6'16''2/5. Il revient à Levallois et y enlève le record de France sur 4 200 mètres, en 6'30''2/5, devant sa compagne d'écurie Nitouche. Il participe au derby de l'hippodrome de Rouen sur 3 200 mètres, battant Novice et Napoléon en 4'38''1/2. Il poursuit sa saison à l'hippodrome de Dieppe, sur 4 000 mètres parcourus en 6'22''.
Il s'ensuit une nouvelle victoire au Prix du Conseil général sur l'hippodrome de Caen, devant Hallali et Niemen. Narquois a alors une excellente réputation, si bien que sa défaite le lendemain, sur l'hippodrome de Cabourg après un départ manqué face à Novice, Marin et Messagère, est une mauvaise surprise qui laisse supposer un surmenage. Narquois se rattrape lors de sa course suivante à l'hippodrome de Lisieux, remportant le prix de Quatre Ans face à Nymphe, Niemen et Nitouche.
Quatre jours plus tard, Narquois revient à Levallois et bat son propre record sur 4 200 mètres, en 6'21'', vitesse jusqu'alors jamais atteinte sur cette distance en trot monté. Narquois ayant battu tous les trotteurs de sa génération, un match est proposé contre la jument Ergoline, dont il s'agit de la dernière course à l'occasion du Prix Zéthus. Narquois rate son départ, perd 100 mètres, commet deux fautes, et ne rattrape jamais sa rivale.
Narquois se rend ensuite au Prix international du haras du Pin, qu'il gagne en 1'34''3/10 devant Novice et Néri, avant de remporter le Prix de l'Administration des Haras à Caen, devant Néri et Nestorius. Il retourne à Levallois le 2 octobre, avec pour principale adversaire la jeune jument Obole, mais rate son départ, tandis qu'Obole s'effondre au troisième tour de piste. Il termine sa saison le 7 octobre pendant le Prix de la Marne à l'hippodrome de Vincennes, qu'il emporte facilement en 1'37'', devant tous les autres chevaux trotteurs de 4 ans.

### Au haras
Ses performances lui valent d'être acquis par les Haras nationaux, pour le montant élevé de 30 000 (selon les mémoires de l'Académie des sciences de Caen de 1909), 34 000 (selon La France chevaline, le vétérinaire de Caen Alfred Gallier et Pierre de Choin, information reprise par Jean-Pierre Reynaldo) ou 35 000 francs (selon La Revue hebdomadaire de 1906). Il s'agit alors du record de prix d'achat pour un trotteur par l'État français.
Il est attribué au haras national de Saint-Lô, qui le stationne à Sainte-Marie-du-Mont de 1896 à 1911,,. Son succès comme étalon se révèle si important que des conditions d'accès spéciales à la saillie doivent être établies : seules les juments ayant atteint une réduction kilométrique de 1'42'' sont autorisées à recevoir Narquois. Le prix de sa saillie est d'environ 50 francs en 1900. En 1901, il entre parmi les dix étalons trotteurs tête de liste des reproducteurs, en se plaçant à la 8e place, loin derrière la tête de liste qui est aussi son père, Fuschia, ainsi que derrière les étalons Harley et James Watt.
Il est, avec Harley, le plus célèbre étalon du haras national de Saint-Lô à son époque. Narquois devient moins demandé au fil du temps, avec 159 inscriptions en 1908 pour une saillie au haras national de Saint-Lô, contre 177 en 1907. En 1910, il atteint la troisième place du classement des têtes de liste des étalons trotteurs.
Sa mort, datée du 16 août 1911, est annoncée dans le journal La France chevaline du 19 août :

« On a abattu Narquois sur place, en raison de ses excellents services [...]. L'État propriétaire de chevaux, doit se conduire aussi galamment qu'un propriétaire de chevaux ordinaire, qui ne voudrait pas, pour encaisser une somme infime, envoyer un vieux serviteur aux abattoirs parisiens [...]. »

## Description

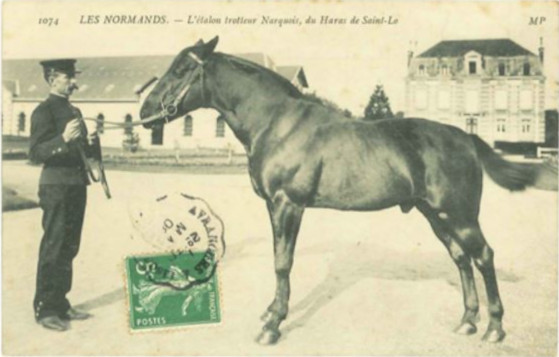
Narquois présenté en main au haras national de Saint-Lô.

Pour l'éleveur à Plagny Édouard Nicard, Narquois a l'apparence du Trotteur Norfolk, et rappelle fortement son grand-père maternel l'étalon Niger de par son aspect « carré ». Il est particulièrement musclé, avec des membres (en) solides et qualiteux.
Comme son père Fuschia, il est réputé pour sa laideur, ayant hérité de sa « vilaine tête greffée sur une encolure trop courte ». L'éleveur Maurice de Gasté décrit une « déformation » des étalons trotteurs tels que Narquois, qui les rend impropres à la selle : l'épaule est droite, courte, et en avant ; l'encolure haute, longue dessous, courte en dessus, et extrêmement puissante ; l'attache de tête est épaisse, avec un développement des maxillaires et une tête forte ; la croupe est puissante et fortement abattue.
Sa robe est bai-brun.

## Origines et lignées
Narquois est engendré par l'étalon Fuschia et la jument Hébé III, par Niger,,. Il est considéré, d'après un article publié dans La Quinzaine littéraire, comme l'un des meilleurs fils de Fuschia, avec Messagère, Moonlighter, Novice et Hérode ; A. Ollivier citant Portici, Hetmann, Narquois, Mars et Novice. Ses origines sont marquées par le Trotteur Norfolk, représenté par Niger, et par le Pur-sang. Le calcul des origines Pur-sang connues montre 44,8 % d'origines Pur-sang.
Édouard Nicard témoigne qu'un journal subventionné par des fonds américains a, à l'époque des succès de Narquois sur les hippodromes, revendiqué une paternité américaine pour cet étalon : « Celui-là, au moins, nous pouvons le revendiquer hautement comme un Américain, tant par le père que par la mère. Du côté du père nous trouvons Miss Pierce, fille de Lady Pierce, américaine. Du côté de la mère nous trouvons l'américaine Miss Bell. C'est grâce à ce double courant du sang trotteur qu'il peut réussir à triompher des chevaux Anglo-Normand ». La jument Miss Bell est cependant qualifiée d'anglaise (probablement en grande partie Pur-sang) par Nicard, lequel regrette que ses origines soient inconnues.
La jument Pur-sang Débutante, mère de Bank Note, semble avoir eu une influence favorable sur toute sa lignée (en). Elle est issue de l'étalon Pretty Boy.

## Descendance

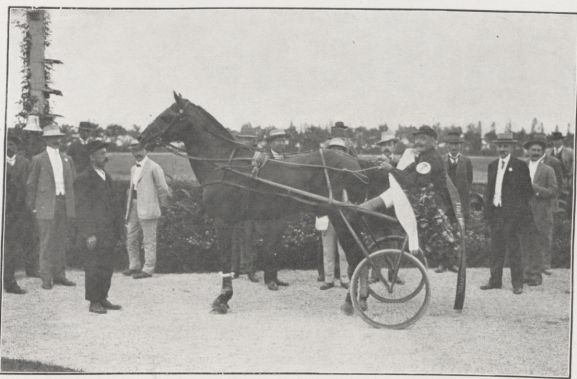
Custer, pendant sa victoire au championnat d'Europe de 1911.

Narquois engendre 255 trotteurs. Beaumanoir devient son fils le plus célèbre, mais d'autres de ses descendants réduisent le record de vitesse au trot : Custer trotte le kilomètre en 1'25'', et Arthur en 1'26''. Son fils Custer (né en 1902) remporte le championnat d'Europe de trot attelé de 1911.
Narquois est cité par M. P. Guillerot et le comte Marie-Aimery de Comminges comme l'un des premiers véritables étalons trotteurs qui puissent faire perdurer une race de trotteurs par elle-même, sans recourir aux croisements avec le Pur-sang.
Un fils de Narquois ou de Beaumanoir et d'une mère par Cherbourg, l'étalon Grand Maître appartenant à M. Lallouet, remporte en 1910 le premier prix des étalons trotteurs. En 1909, ses gains se sont élevés à 46 325 francs pour trois apparitions en public. D'après Louis Baume, en 1913, les poulains de Narquois se vendent, en moyenne, entre 2 500 et 4 000 francs, soit autant que ceux de Harley, mais moins que ceux de Fuschia.
Visualiser la lignée de Narquois sous forme de graphe

En 1929, Narquois « figure dans le pedigree des meilleurs chevaux actuels ».

### Placement dans la lignée de Conquérant

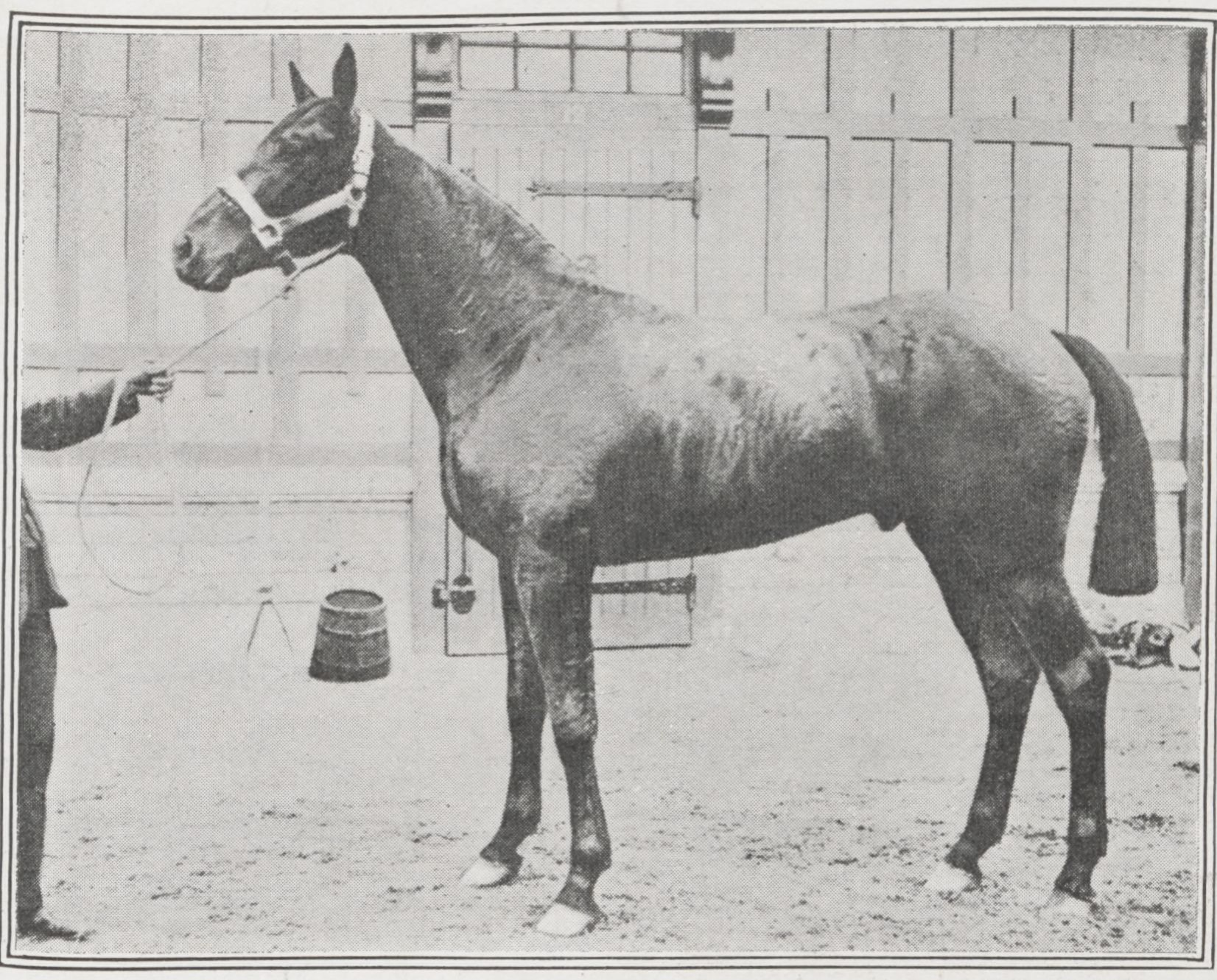
Beaumanoir, le plus célèbre fils de Narquois.

En 1902, lorsque A. Ollivier établit ses Généalogies chevalines anglo-normandes en ligne mâle, il place Narquois parmi la branche Conquérant, dans la ligne de l'étalon anglais Young Rattler. Jean-Pierre Reynaldo a établi un classement plus récent des lignées subsistantes du Trotteur français, et attribué à Narquois une présence dans deux rameaux issus de la branche de Conquérant, le rameau « e » et le rameau « f ». D'après Reynaldo, le rameau « e » reste très vivant de nos jours (2015).
- Young Rattler (1811)
  - Impérieux (1822)
    - Voltaire (1833)
      - Kapirat (1844)
        - Conquérant (1858)
          - Reynolds (1873)
            - Fuschia (1883)
              - Narquois (1891)
                - Urgent (1898)
                - Custer (1902)
                - Beaumanoir (1901)
                  - Kœnigsberg (1910)
                    - Boléro (1923)
                      - Loudéac (1933)
                        - Fandango (1944)

## Hommages
Une course de trot monté courue à Vincennes en 1922 est baptisée « Prix Narquois » en son honneur. La course a toujours lieu au XXIe siècle, et est devenue un groupe III au trot attelé. Elle se court au mois de décembre.